# Gahi
Gahi est une localité française, qui n'a pas le statut de commune mais le statut de village, de Wallis-et-Futuna, dans le district de Mu'a, au sud de l'île de Wallis.

## Urbanisme

### Hameaux, lieux-dits et écarts
À Wallis, les villages sont divisés en plusieurs sections (des « classes », kalasi) qui se complètent ou se relaient dans toutes les entreprises collectives et pour l’organisation des cérémonies. Parmi ces kalasi se trouvent des zones résidentielles nommées api.

## Histoire

### Époque contemporaine
Face au village se trouve la baie de Gahi, qui est le point de débarquement de l'armée américaine le 28 mai 1942. Par la suite, l'armée américaine s'installe dans le village jusqu'en 1946.

## Politique et administration
En 2015, le chef de village (kale’a) est Lafaele Manufekai. Il est remplacé en 2016 par Mikaele Vaisala.

## Population et société

### Démographie
En 2018, le village de Gahi compte une population de 249 habitants.

## Culture locale et patrimoine

### Lieux et monuments

#### Chapelle de Saint-Vincent de Paul
Le village comporte la chapelle de Saint-Vincent de Paul, rénovée en 2015.